# تانگوی شیطان
تانگوی شیطان (به مجاری: Sátántangó) فیلمی مجارستانی در ژانر درام به کارگردانی بلا تار محصول سال ۱۹۹۴ است. مدت زمان این فیلم ۴۵۰ دقیقه یعنی بیش از هفت ساعت است.

## داستان
در روستایی خرابه در مجارستان دههٔ نود زندگی مردم به نوعی بی تحرکی رسیده‌است. باران‌های پاییزی آغاز شده‌اند. چند روستایی قرار است که غروب مقدار زیادی پول نقد دریافت کنند و پس از آن قصد دارند آنجا را ترک کنند. چند نفر برنامه دارند که پول بیشتری از سهمشان بردارند و زودتر فرار کنند. اما خبر بازگشتن ایریمیاش زبان‌باز که گمان می‌کردند مرده‌است را می‌شنوند. آن‌ها نگران این هستند که او همه پول را بگیرد و برای اجرای طرح عظیمش برای رونق دادن به روستا، استفاده کند.

## بازیگران
- میهای ویگ در نقش ایریمیاش
- پوتی هُروت در نقش پترینا
- لاسلو لوگوشی در نقش اشمیت
- اوا آلماشی آلبرت در نقش خانم اشمیت
- یانوش درژی در نقش کرانر
- ایرن سایکی در نقش خانم کرانر
- آلفرد یارایی در نقش هالیک
- میکلوش سِکِی در نقش فوتاکی
- ارژیبت گال در نقش خانم هالیک
- اریکا بوک در نقش اشتیکه
- پیتر برلینگ در نقش دکتر